# Sixoblanco
El Sixoblanco es una montaña ubicada en el suroeste de la comarca tradicional de La Cabrera, provincia de León, Comunidad Autónoma de Castilla y León, España. Desde su alto se domina el pueblo de Silván. Su altitud es de 1673m.